# 624 (szám)
A 624 (római számmal: DCXXIV) egy természetes szám.

## A szám a matematikában
A tízes számrendszerbeli 624-es a kettes számrendszerben 1001110000, a nyolcas számrendszerben 1160, a tizenhatos számrendszerben 270 alakban írható fel.
A 624 páros szám, összetett szám, kanonikus alakban a 24 · 31 · 131 szorzattal, normálalakban a 6,24 · 102 szorzattal írható fel. Húsz osztója van a természetes számok halmazán, ezek növekvő sorrendben: 1, 2, 3, 4, 6, 8, 12, 13, 16, 24, 26, 39, 48, 52, 78, 104, 156, 208, 312 és 624.
Huszonnégyszögszám.
Érinthetetlen szám: nem áll elő pozitív egész számok valódiosztóösszeg-függvényeként.
A 624 négyzete 389 376, köbe 242 970 624, négyzetgyöke 24,97999, köbgyöke 8,54532, reciproka 0,0016026. A 624 egység sugarú kör kerülete 3920,70763 egység, területe 1 223 260,781 területegység; a 624 egység sugarú gömb térfogata 1 017 752 969,9 térfogategység.